# Consulta araldica
La Consulta araldica fu un collegio istituito nel Regno d’Italia nel 1869 con il compito di fornire pareri al governo in materia di titoli nobiliari, stemmi e altre onorificenze, divenendo il principale organo consultivo in campo araldico dell’ordinamento monarchico italiano.
Nel corso della storia monarchica italiana, la sua composizione e le sue attribuzioni furono più volte modificate. L’attività della Consulta cessò de facto il 18 giugno 1946, giorno di nascita della Repubblica, e a seguito della successiva entrata in vigore della Costituzione, il 1º gennaio 1948, che abolì i titoli nobiliari e ne demandò al legislatore la disciplina soppressiva. Tuttavia l’organo non fu giuridicamente abrogato fino al 2008 e al 2010, quando disposizioni legislative ne sancirono la formale soppressione.

## Storia

### Istituzione
Con la soppressione degli ordinamenti feudali, negli Stati dove le distinzioni nobiliari sopravvissero vennero costituite speciali commissioni consultive per l'esame di questioni araldiche. Si ebbero così il tribunale araldico in Lombardia, la commissione araldica a Venezia e Parma, la congregazione araldica capitolina a Roma ecc.. Analogamente a quanto era avvenuto negli stati preunitari anche nello Stato italiano venne istituito, con regio decreto 10 ottobre 1869, n. 313, un organo collegiale denominato Consulta araldica.
Funzionante, dapprima, presso il Ministero dell'Interno e composta di otto membri, di cui quattro senatori, venne, in seguito, posta alle dipendenze della Presidenza del Consiglio dei ministri e costituita di 18 membri (regio decreto 7 giugno 1943, n. 651). Tutti i membri della Consulta, detti consultori, erano nominati con regio decreto su proposta del capo del governo e, salvo quelli di diritto, duravano in carica cinque anni, potendo essere rinnovati. L'art. 51 del regio decreto 651/1943 ne confermava le funzioni consultive dichiarando che era chiamata a dare pareri, su richiesta, per i provvedimenti in materia nobiliare ed araldica.
Modificata a più riprese sia nella composizione che nelle funzioni, risultò, nell'ultimo provvedimento normativo del regime monarchico (artt. 51-5, regio decreto 651/1943) così formata: il Capo del Governo (presidente); il primo presidente della Corte di Cassazione, il presidente del Consiglio di Stato, il presidente della Corte dei Conti, l'avvocato generale dello Stato (membri di diritto); due rappresentanti del Gran Consiglio del fascismo, due della Camera dei fasci e delle corporazioni, due del Senato del Regno, quattro in rappresentanza delle famiglie nobili inscritte, quattro in rappresentanza dei regi Istituti storici, delle regie Deputazioni, e delle regie Società di storia patria (membri scelti).
Accanto alla Consulta araldica venne creata la Giunta permanente araldica (regio decreto 11 dicembre 1887, n. 51-6), costituita da alcuni membri della Consulta stessa; il regio decreto 651/1943 la compose di otto commissari (art. 54). La competenza tra i due organi era così suddivisa: la Giunta era chiamata a dare il suo parere su tutti i provvedimenti di giustizia (i riconoscimenti degli attributi nobiliari), ed essendovi identità di opinioni tra il Commissario del re e la Giunta, il provvedimento era senz'altro emanato; la Consulta entrava invece in funzione quando per i provvedimenti di giustizia vi fosse disparità di vedute tra il Commissario del re e la Giunta; inoltre era investita dei provvedimenti di massima, ovvero quando la decisione comportasse soluzioni a problemi generali, sui quali era necessario emanare massime di portata generale; in aggiunta poteva esser chiamata a pronunziarsi sui provvedimenti di grazia (i rinnovamenti di titoli nobiliari) quando il Commissario del re riteneva opportuno richiederle un parere.
Esisteva una sorta di rapporto gerarchico tra Giunta e Consulta, potendo quest'ultima essere investita (in via amministrativa) dei reclami nei confronti delle decisioni della Giunta.
Vi erano tuttavia altri organi che completavano il complesso sistema: le Commissioni araldiche regionali, che vennero insediate una per ogni regione storica italiana per meglio approfondire lo studio della nobiltà locale; il Commissario del re presso la Consulta araldica, organo coordinatore tra il sovrano e gli organi araldici; e l'Ufficio araldico, ordinato burocraticamente e formato da funzionari ministeriali di concetto e di ordine per l'evasione e la registrazione delle pratiche.

### Provvedimenti di giustizia
Il procedimento che veniva adottato per il riconoscimento degli attributi nobiliari (provvedimenti di giustizia) iniziava con la presentazione delle istanze da parte degli interessati che venivano esaminate del Commissario del re, che le inviava alle Commissioni regionali per ulteriori indagini a livello locale; corredate dei pareri di questi due organi, le istanze venivano sottoposte all'esame della Giunta araldica permanente; in caso di contrasto di opinioni ci si rivolgeva alla Consulta. Al termine dell'iter l'istanza era accolta, e veniva emanato il decreto di riconoscimento da parte del Capo del Governo, oppure respinta. Effettuato senza successo il reclamo amministrativo presso la Consulta nei confronti dei provvedimenti della Giunta, il richiedente poteva convenire in giudizio la Consulta araldica avanti i tribunali ordinari e chiedere in contraddittorio ad essa il riconoscimento preteso; in caso di risultato favorevole, la sentenza passata in giudicato era titolo sufficiente per obbligare la Consulta a procedere alle registrazioni nobiliari conseguenti alla pronunzia giudiziaria.
Il procedimento utilizzato per i provvedimenti di grazia (essenzialmente rinnovamenti di titoli nobiliari) era la seguente: l'istanza, indirizzata al re, veniva presa in esame dal Commissario del re il quale, udito il Capo del Governo, la sottoponeva al sovrano per la sua discrezionale decisione; nelle rinnovazioni di titoli era spesso inteso il parere (non obbligatorio né vincolante) della Consulta Araldica.
Dato che i provvedimenti di ammissione alla nobiltà dovevano essere registrati, a tal scopo il regolamento per la Consulta araldica (regio decreto 5 giugno 1896), all'articolo 68, istituì i libri araldici, primo fra tutti il Libro d'oro della Nobiltà Italiana, creato ad uso della pubblica amministrazione e di cui i privati potevano ottenere certificati ed estratti.

### Soppressione
La trasformazione in repubblica nel 1946 e la successiva Costituzione nel 1948 abolirono qualsiasi titolo nobiliare; la XIV disposizione transitoria e finale demandò ad una legge ordinaria le modalità di soppressione della Consulta araldica; per molti anni non sopraggiunse alcun atto al proposito e perciò si presumeva che l'organismo persistesse formalmente pur non avendo più titolo, né scopo, né funzionamento effettivo.
Infatti la sentenza della Corte costituzionale 26 giugno 1967, n. 101 dichiarò illegittima qualsiasi legislazione araldico-nobiliare italiana susseguitasi dal 1887 al 1943.
Nel 1967 ancora la Consulta sentenziò che i titoli nobiliari «non costituiscono contenuto di un diritto e, più ampiamente, non conservano alcuna rilevanza».
Il decreto legge 25 giugno 2008, n. 112, convertito in legge con modificazioni dalla Legge 6 agosto 2008, n. 133, e il successivo decreto legislativo 15 marzo 2010, n. 66 abrogarono espressamente la precedente normativa che aveva regolato la Consulta araldica e l'ordinamento nobiliare. Con questi atti abrogativi, dunque, la Consulta araldica è stata formalmente soppressa.
Presso l'Ufficio del cerimoniale di Stato e per le Onorificenze della presidenza del Consiglio dei ministri è presente il Settore araldica pubblica che si occupa «della concessione di stemmi, gonfaloni, bandiere e sigilli alle regioni, alle province, alle città metropolitane, ai comuni, alle comunità montane, alle comunità isolane, ai consorzi, alle unioni di comuni, agli enti con personalità giuridica, alle banche, alle fondazioni, alle università, alle società, alle associazioni, alle Forze armate ed ai Corpi ad ordinamento civile e militare dello Stato»  e della «soluzione di quesiti araldici e storico-araldici da parte di amministrazioni pubbliche, enti e privati». Il decreto del Presidente del Consiglio dei ministri 28 gennaio 2011  ha aggiornato, semplificandole, le concessioni e le regole araldiche già previste dal r.d. 7 giugno 1943, n. 652.